# Eaux de Belleville
Les eaux de Belleville sont un ensemble d'aménagements hydrauliques situés à Paris, en France,, permettant de conduire les eaux des sources de la colline de Belleville vers les zones en contrebas.

## Situation et accès
Les aménagements s'étendent sur les 10e, 19e et 20e arrondissements de Paris.

## Caractéristiques
Les eaux de Belleville sont constituées de plusieurs réseaux, raccordés au XVIIIe siècle. Le réseau principal est constitué du grand aqueduc de Belleville, une galerie de 750 m de long suffisamment large pour permettre la circulation de deux personnes de front.

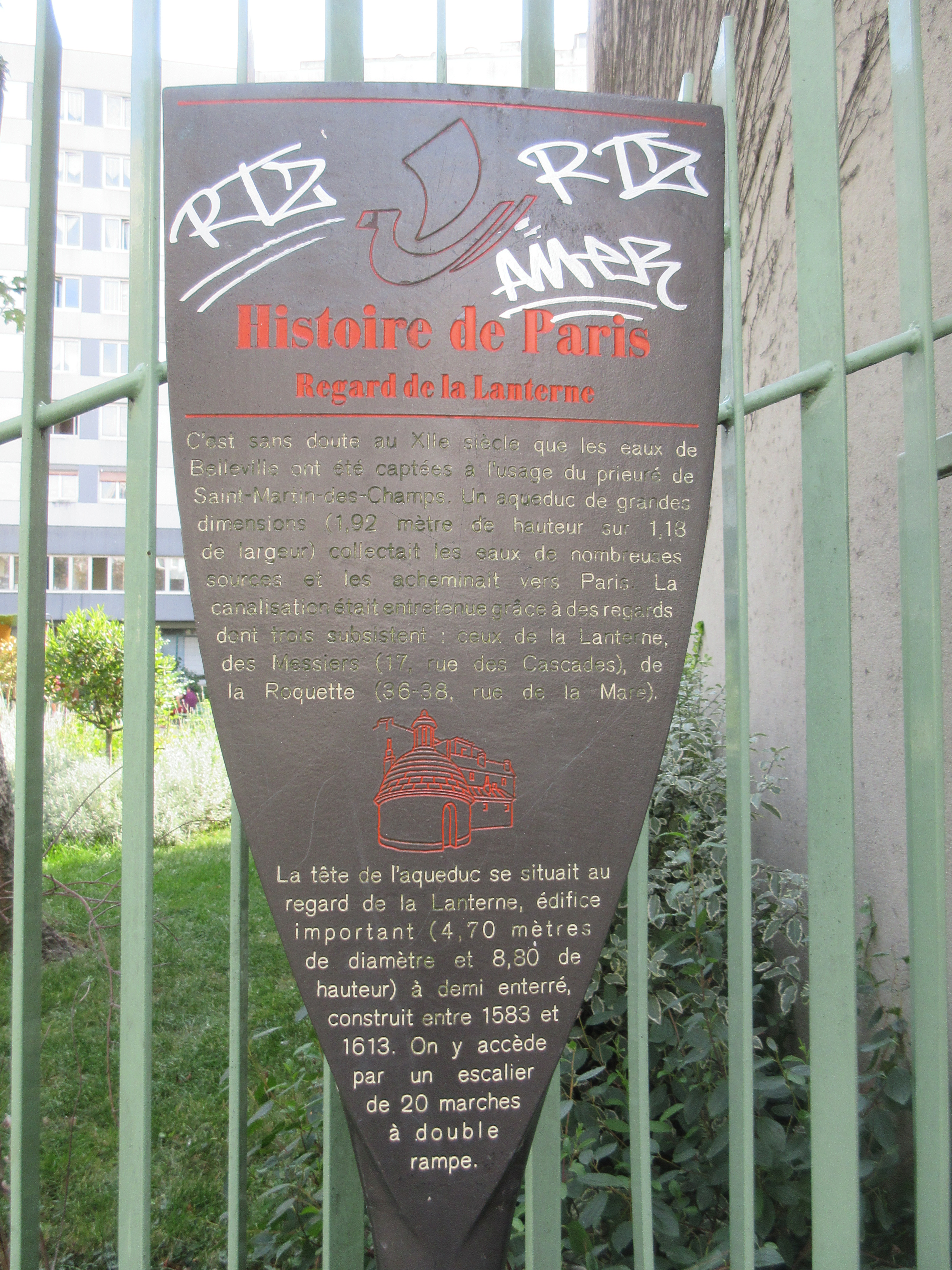
Panneau Histoire de Paris
« Regard de la Lanterne ».

Le parcours du réseau est jalonné de regards permettant de contrôler la qualité des eaux. Certains de ces regards ont disparu, mais subsistent encore les regards des Cascades, de la Chambrette, du Chaudron, de la Lanterne, Lecouteux, des Messiers, des Petites-Rigoles, de la Planchette, des Religieux de Saint-Martin-des-Champs, de la Roquette, Saint-Louis, Saint-Martin et du Zouave.

## Historique

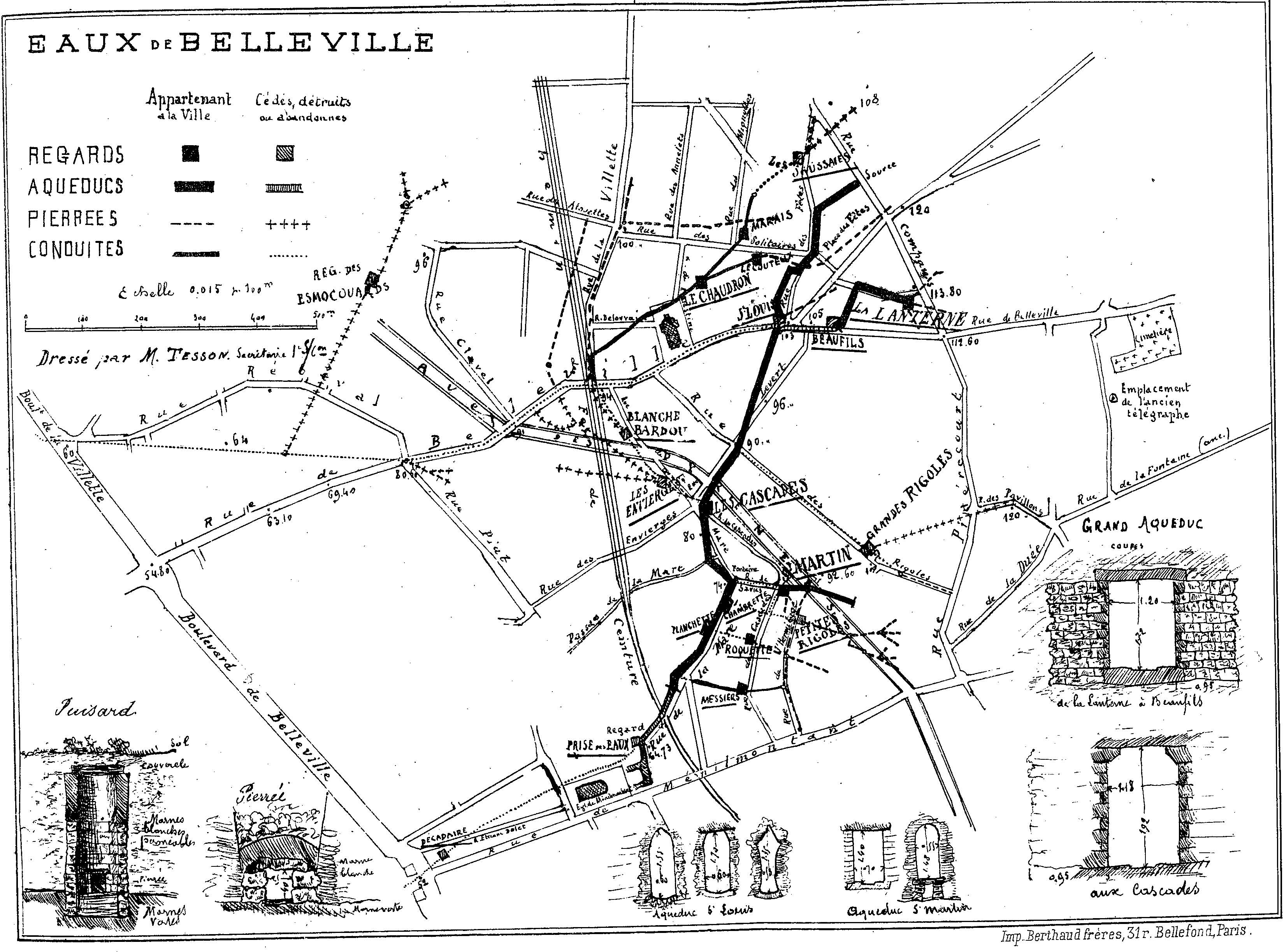
Plan des eaux de Belleville en 1898, extrait d'un procès-verbal de la Commission du Vieux Paris.

Les premières rigoles sont créées au XIIe siècle par les moines de l'abbaye Saint-Martin-des-Champs, propriétaire de la ferme de Savies (à l'emplacement de l'actuelle cour de la Métairie) et de terres de 100 arpents (environ 34 hectares) entre les actuelles rues de Belleville et des Envierges. L'eau s'écoulant dans un premier temps dans des rigoles à l'air libre à une profondeur d'environ 2 mètres est ensuite canalisée dans conduites souterraines, les « pierrées ». 
Outre l'abbaye de Saint-Martin des Champs, l'aqueduc alimentait les abbayes de Saint-Antoine des Champs et de la Roquette, ainsi que l'hôtel Saint-Pol ou l'hôtel des Célestins. Le grand aqueduc de Belleville est construit par la ville de Paris au XIIIe et XIVe siècles afin d'alimenter la population.
Au XVIIe siècle, les eaux des hôtels Saint-Pol et des Célestins alimentent l'hôpital Saint-Louis. Les différents réseaux sont raccordés au grand aqueduc de Belleville au XVIIIe siècle.
Les aménagements subsistants sont classés au titre des monuments historiques dans leur totalité en 2006.